# Meresankh IV
Đối với những người có cùng tên gọi, xem Meresankh.
Meresankh IV là một vương hậu sống vào thời kỳ Vương triều thứ 5 trong lịch sử Ai Cập cổ đại. Mối quan hệ của bà trong gia đình vương tộc chưa được chứng thực rõ.

## Tiểu sử
Không rõ phu quân của Meresankh IV là ai. Bà có thể là vợ của pharaon Menkauhor Kaiu hoặc Djedkare Isesi. Meresankh IV cũng được cho là mẹ của các hoàng tử Raemka, Kaemtjenent và Isesi-ankh; nhưng không rõ Menkauhor hay Djedkare là cha của họ.
Danh hiệu của Meresankh IV được biết thông qua tấm bia trong mộ của bà: "Vương trượng vĩ đại, Vợ của Vua, Những lời tán dương tuyệt nhất, Người trông thấy Horus và Seth, Nữ tư tế của Thoth và Tjazepef, Nàng hầu của Horus, Người được Hai quý bà yêu mến, Người đồng hành cùng Horus".
Meresankh IV là chủ nhân của ngôi mộ mastaba số 82 tại Saqqara. Ngôi mộ chỉ có một phòng chính và một phòng serdab; tường mộ không được khắc văn tự.